# Edgardo Baldi
Edgardo Baldi (15 juli 1944 – 12 december 2016) was een Uruguayaans voetballer en coach. Hij was bondscoach voor Panama en Suriname.

## Carrière
Hij speelde tussen 1965 en 1974 voor clubs als CA Plaza Colonia uit eigen land, Club Bolívar uit Bolivia en Alajuelense uit Costa Rica.
Vanaf 1977 coachte hij teams in eigen land, Bolivia, Nicaragua, Panama, Brazilië en Suriname. Verder was hij bondscoach voor het Panamese (1979) en Surinaamse elftal (2003-2004).